# Allophylus amplissimus
Allophylus amplissimus är en kinesträdsväxtart som beskrevs av Lucien Leon Hauman. Allophylus amplissimus ingår i släktet Allophylus och familjen kinesträdsväxter. Inga underarter finns listade i Catalogue of Life.